# Prosthechea brassavolae
Prosthechea brassavolae és una orquídia epífita originària d'Amèrica.

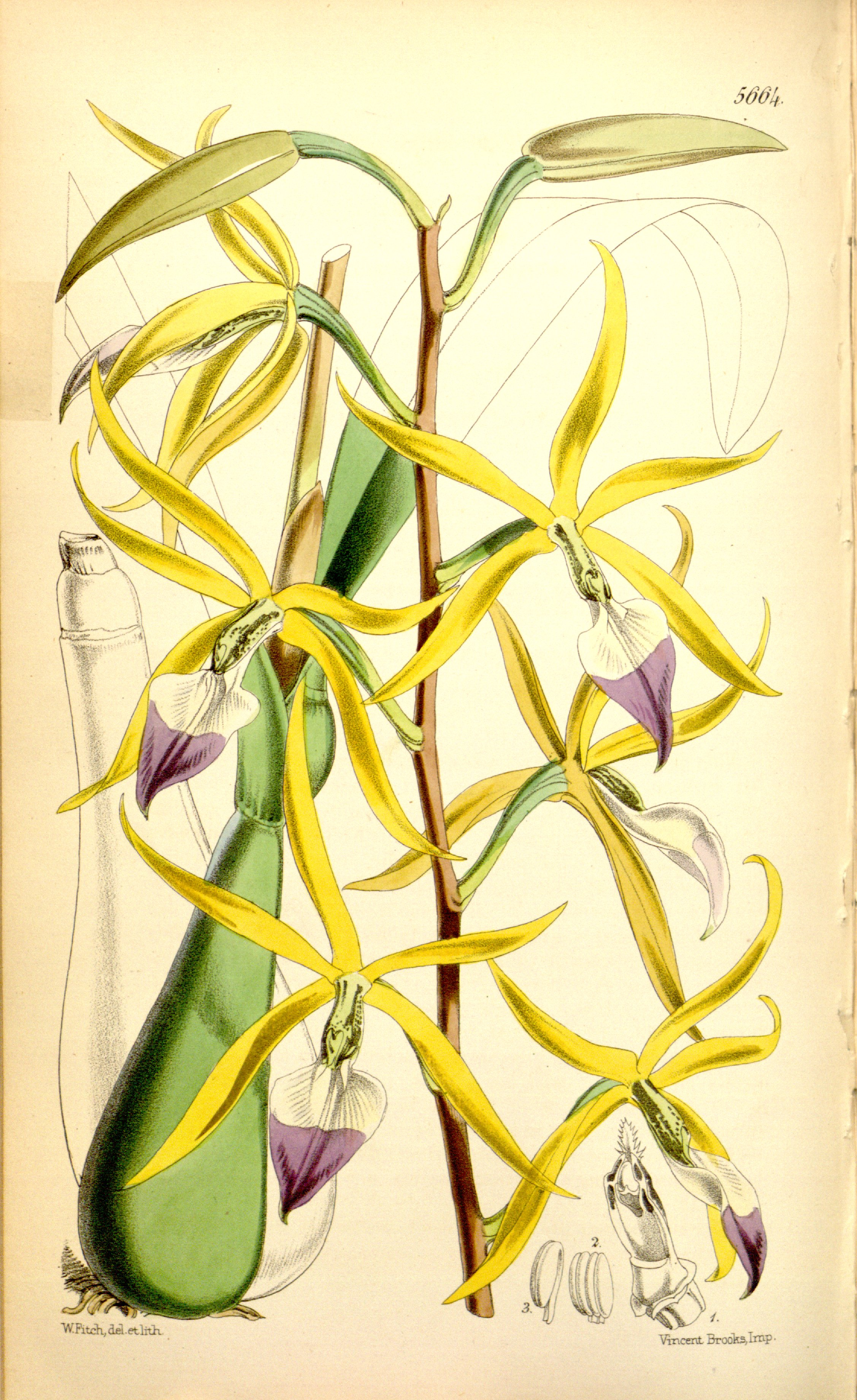
Il·lustració

## Descripció
És una orquídia de grandària mitjana, amb hàbits de epífita i amb pseudobulbs laxament agrupats i fins a prou espaiats, fusiformes a més o menys ovoides iestipitats, de fins a 18 cm de llarg i 5 cm d'ample, una mica comprimits, allargats, solcats, de joves parcialment coberts per beines pàl·lides, 2-foliats. Fulles: 20 cm de llarg i 4,5 cm d'ample, obtuses, coriàcies, el feix verd fosc, el revés més clar. Inflorescència: 25 cm de llarg, espata: 6 cm de llarg, amb 3–8 flors groc-verdoses amb label blanc amb l'àpex roig-violeta, calls blancs; sèpals: 35–45 mm de llarg i 3,5–6 mm d'ample, pètals: 35-40 mm de llarg i 2–5 mm d'ample; label ovat, 35 mm de llarg i 12 mm d'ample, simple, àpex acuminat, amb una ungla llarga de 10 mm de llarg, el disc amb 2 calls elevats i dirigits cap a dintre; columna encorbada, d'11 mm de llarg, 3-dentada en l'àpex, amb la dent mitjana més llarga, vores laciniades, dents laterals porpres, verd fosques amb taques porpres; ovari: 25 mm de llarg, pedicelat.

## Distribució i hàbitat
Es troba des de Mèxic a Nicaragua i Costa Rica en altituds de 900 a 2.500 m als boscs de pi roure humits i bosc sempre verd, a les branques més grosses i troncs d'arbres i com a litòfita de grandària mitjana.

## Taxonomia
Prosthechea brassavolae fou descrita per (Rchb.f.) W. I. Higgins i publicada en Phytologia, 82(5): 376. 1997[1998].
Etimologia

Prosthechea: nom genèric que deriva de la paraula grega prostheke ('apèndix'), en referència a l'apèndix de la part posterior de la columna.
brassavolae: epítet que es refereix a la semblança de la flor amb la del gènere Brassavola.
Sinonímia

- Encyclia brassavolae (Rchb.f.) Dressler
- Epidendrum brassavolae Rchb.f.
- Panarica brassavolae (Rchb.f.) Withner & P.A.Harding
- Pseudencyclia brassavolae (Rchb.f.) V.P.Castro & Chiron[3][4]